# Таран, Семён Тимофеевич
Семён Тимофеевич Таран (1872 — до апреля 1911) — крестьянин, депутат Государственной думы I созыва от Киевской губернии.

## Биография
Крестьянин-украинец из села Пустовойты Каневского уезда Киевской губернии. Учился в одноклассном народном училище, после чего занимался самообразованием. С 1893 по 1901 год служил военным писарем в Пензенском полку в Харькове. Позднее работал счетоводом в управлении Харьковско-Николаевской железной дороги. Готовился к экзамену на аттестат зрелости, но не сдал его из-за болезни. Продолжил самообразование — читал Канта и Маркса, хорошо знаком с русской литературой. В 1901 году вернулся на родину, занялся земледелием. «Ни к какой партии не принадлежит, но по убеждениям крайний левый!»
21 апреля 1906 избран в Государственную думу I созыва от общего состава выборщиков Киевского губернского избирательного собрания. Входил в Трудовую группу и в бюро Украинской думской громады. Подписал законопроект о гражданском равенстве.
10 июля 1906 года в г. Выборге подписал «Выборгское воззвание» и осужден по ст. 129, ч. 1, п. п. 51 и 3 Уголовного Уложения, приговорен к 3 месяцам тюрьмы и лишен права быть избранным.
Дальнейшая судьба неизвестна.
В одних источниках сообщалось, что С. Т. Тарана уже не было в живых в апреле 1911, однако в юбилейном сборнике 1916 года он не значился среди почивших.